# Claveyson
Claveyson ist eine französische Gemeinde im Département Drôme in der Region Auvergne-Rhône-Alpes. Claveyson gehört zum Arrondissement Valence und zum Kanton Saint-Vallier. Die Gemeinde hat 926 Einwohner (Stand: 1. Januar 2022).

## Geographie
Claveyson liegt etwa 51 Kilometer südöstlich von Saint-Étienne zwischen Lyon und Marseille. Der Galaure begrenzt die Gemeinde im Norden. Umgeben wird Claveyson von den Nachbargemeinden Saint-Jean-de-Galaure im Norden und Nordwesten, Saint-Avit im Nordosten, Ratières im Osten, Saint-Donat-sur-l’Herbasse im Südosten, Bren im Süden sowie Saint-Barthélemy-de-Vals im Westen.

## Bevölkerungsentwicklung
| Jahr                       | 1911 | 1962 | 1968 | 1975 | 1982 | 1990 | 1999 | 2006 | 2012 |
| -------------------------- | ---- | ---- | ---- | ---- | ---- | ---- | ---- | ---- | ---- |
| Einwohner                  | 902  | 617  | 596  | 602  | 641  | 697  | 702  | 819  | 885  |
| Quellen: Cassini und INSEE |      |      |      |      |      |      |      |      |      |

## Sehenswürdigkeiten
- Kirche Saint-Sébastien mit einem Fresko aus dem 16. Jahrhundert
- romanische Kirche der früheren Priorei von Saint-Andéol aus dem 13. Jahrhundert, Monument historique